# Władysław Balicki
Władysław Marian Balicki (ur. 18 grudnia 1941 w Łęczycy, zm. 17 grudnia 2019 w Poznaniu) – polski ekonomista, wieloletni rektor Wyższej Szkoły Bankowej w Poznaniu.

## Życiorys
W 1967 ukończył studia na Akademii Ekonomicznej w Poznaniu. Na tej samej uczelni w 1973 uzyskał stopień doktora (na podstawie pracy Prawa ekonomii. Ich formułowanie i wykorzystywanie), a w 1981 stopień doktora habilitowanego (w oparciu o rozprawę zatytułowaną Zarys teorii nierównowagi popytowej). Specjalizował się w zakresie metodologii nauk ekonomicznych i teorii transformacji.
W latach 80. współpracował z opozycją demokratyczną, był przewodniczącym komisji uczelnianej NSZZ „Solidarność” w poznańskiej Akademii Ekonomicznej. Zawodowo przez lata związany z AE i UE w Poznaniu, był profesorem nadzwyczajnym w Katedrze Makroekonomii i Badań nad Gospodarką Narodową. W 1994 został rektorem Wyższej Szkoły Bankowej w Poznaniu, stanowisko to zajmował nieprzerwanie do 2010. Pozostał wykładowcą tej uczelni (w Katedrze Ekonomii).
Był członkiem Platformy Obywatelskiej, był kandydatem tej partii do Sejmu w wyborach w 2011.
Pochowany na cmentarzu komunalnym w Międzychodzie.

## Publikacje
- Drogi wyjścia z polskiego kryzysu gospodarczego (współautor), Wyd. Nauk. PWN, Warszawa 1992
- Makroekonomia, Akademia Ekonomiczna w Poznaniu, Poznań 1991
- Makroekonomia. Praca zbiorowa (współautor), Wyd. And..., Warszawa 1993
- Podstawy ekonomii, Wyd. Wyższej Szkoły Bankowej, Poznań 1995
- Uśmiechy grozy, Wyd. Wyższej Szkoły Bankowej, Poznań 2006
- Wykłady z metodologii nauk ekonomicznych, Wyd. Wyższej Szkoły Bankowej, Poznań 2002